# Kolonie Bergthal (Ukraine)
Die Bergthal-Kolonie war die erste mennonitische Tochterkolonie der Kolonie Chortitza. Die Bergthal Kolonie lag im damaligen Südrussland in der heutigen Ukraine.

## Geschichte
Im Jahr 1833 wurden landlosen Familien aus der Kolonie Chortitza 9540 Desjatinen Land zugewiesen, 30 km nordwestlich von Mariupol und 80 km nordöstlich von Berdjansk. 140 Familien aus Chortitza und einige Familien aus der Kolonie Molotschna gründeten die Orte Bergthal (1836), Schönfeld (1837), Schönthal (1838), Heuboden (1839) und Friedrichsthal (1852). Die Gemeinde gehörte zum Dekanat Eichwald. 1882 wurde die Pfarrei Bergtal gegründet. Nach Verlust der Kontrolle über das Bildungssystem und Einführung der allgemeinen Wehrpflicht begannen die Einwohner nach Kanada auszuwandern. Das Land wurde in den Jahren 1874–76 verkauft. Die Auswanderer wurden als Bergthaler als Untergruppe der Altkolonier bekannt. Der Name der Kolonie lebt in der Kolonie Bergthal in Paraguay fort.

## Orte der Kolonie
- Bergthal/Bodjna/Bodena – heute: Respublika (ukrainisch Республіка)
- Friedrichstal – heute: Fedoriwka (ukrainisch Федорівка)
- Heuboden – heute: Serhijiwka (ukrainisch Сергіївка)
- Schönfeld – heute: Kseniwka (Ксенівка)
- Schönfeld – heute: Noworomaniwka (Новороманівка)